# Onthophagus caviceps
Onthophagus caviceps là một loài bọ cánh cứng trong họ Bọ hung (Scarabaeidae).